# Caddie (golf)
Pour les articles homonymes, voir Caddy.

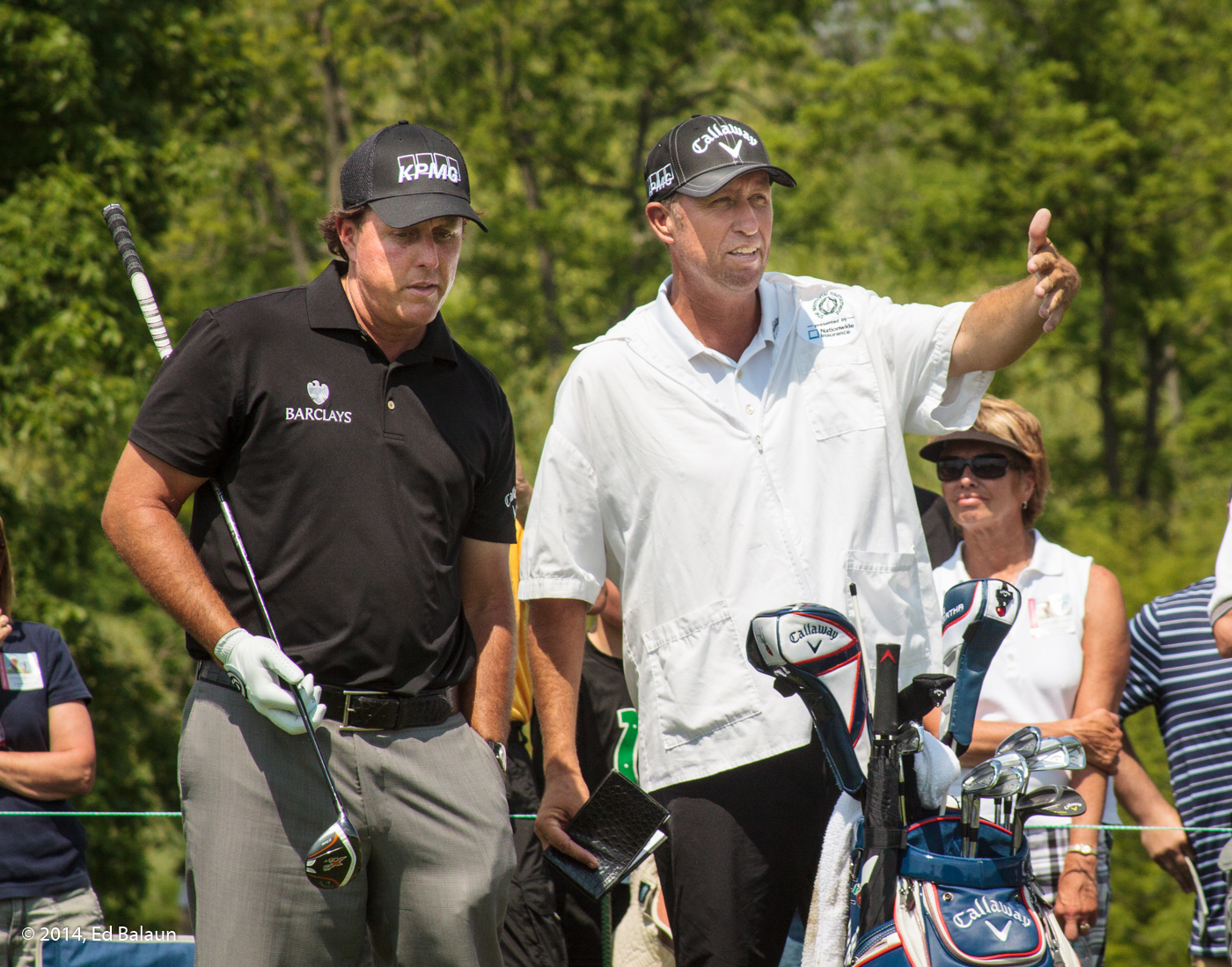
Phil Mickelson consulte son caddy de longue date Jim « Bones » Mackay au Muirfield Village Golf Club en 2014.

Au golf, le caddy (ou caddie ou cadet) est la personne qui, en premier lieu, porte le sac du joueur mais est aussi utilisée en tant que conseiller technique et soutien moral du golfeur. En effet, un bon caddy doit être apte à aider le golfeur tout au long du parcours de golf, en analysant toutes les spécificités du parcours. Cela inclut la maîtrise du jeu et des connaissances stratégiques comme l'appréciation d'une distance, le bon choix d'un club, l'influence des conditions météorologiques.

## Étymologie
Les historiens pensent que Marie, reine d'Écosse, introduisit le terme « caddie » à la fin du XVIe siècle. Elle grandit en France où les cadets (de l'occitan gascon capdèth : chef, capitaine, les capitaines qui servaient l'armée française au XVe siècle étaient les plus jeunes garçons des familles nobles gasconnes) militaires portaient les clubs de golf pour la famille royale. Elle rapporta cette coutume en Écosse où le terme devint caddy.
Il pourrait aussi provenir du gallois cad qui signifie une bataille, une mise à l'épreuve.

## Les différents types de transport
Le transport traditionnel mobilise à la fois le golfeur et le caddie. Le caddie est responsable du transport du sac du joueur et doit marcher à la même hauteur que celui-ci. C'est la méthode la plus fréquente utilisée dans les clubs de golf et c'est la seule méthode permise par la PGA (Association de golf professionnelle) et la LPGA (Association de golf professionnelle féminine).

## Les fonctions ducaddie
La fonction principale du caddie est le transport du sac de golf, cependant d'autres fonctions lui sont attribuées :
- nettoyer les clubs et les balles de golf ;
- ratisser les bunkers ;
- évaluer les distances ;
- remettre et replacer les divots des fairways et des greens ;
- tenir le drapeau et le retirer.

Veiller à la bonne alimentation et à l'hydratation du joueur tout au long du parcours.
Reconnaître le parcours avant le tournoi pour dessiner le parcours sur un carnet avec des annotations précises pour lui permettre d'évaluer les distances.
Suivant son expérience en golf, il peut lui être également demandé de :
- aider à la sélection des clubs ;
- faire la lecture du parcours et des greens notamment.

## Caddie et règles de golf
Les règles de golf définissent explicitement les fonctions et responsabilités du cadet (appellation française du caddie).
| Cadet Un "cadet" est une personne qui aide le joueur conformément aux Règles, y compris en transportant ou en manipulant les clubs du joueur pendant le jeu. Lorsqu'un cadet est employé par plus d'un joueur, il est toujours considéré comme étant le cadet du joueur partageant le cadet dont la balle (ou celle de son partenaire) est en cause, et tout équipement qu'il transporte est considéré comme étant celui dudit joueur, sauf lorsque le cadet agit sur les instructions précises d'un autre joueur (ou du partenaire d'un autre joueur), auquel cas il est considéré comme étant le cadet de cet autre joueur. |